# Amphionthe caudalis
Amphionthe caudalis là một loài bọ cánh cứng trong họ Cerambycidae.